# Melis Sezer
Melis Sezer (* 2. Juni 1993 in Izmir) ist eine türkische Tennisspielerin.

## Karriere
Sezer spielt überwiegend ITF-Turniere. Sie hat auf dem ITF Women’s Circuit bereits neun Einzel- und 37 Doppeltitel gewonnen.
Für die türkische Fed-Cup-Mannschaft kam Sezer das erste Mal 2009 zum Einsatz. Sie hat in ihren bislang sieben Partien drei Siege für ihr Team beigesteuert.

## Turniersiege

### Einzel
| Nr. | Datum              | Turnier             | Kategorie   | Belag     | Finalgegnerin      | Ergebnis       |
| --- | ------------------ | ------------------- | ----------- | --------- | ------------------ | -------------- |
| 1.  | 28. Mai 2011       | Gaziantep           | ITF $10.000 | Hartplatz | Huliya Velieva     | 6:2, 6:1       |
| 2.  | 7. Juli 2012       | Istanbul            | ITF $10.000 | Hartplatz | Sandra Roma        | 7:65, 6:4      |
| 3.  | 19. Mai 2013       | Scharm asch-Schaich | ITF $10.000 | Hartplatz | Başak Eraydın      | 6:2, 4:6, 6:3  |
| 4.  | 28. Juli 2013      | Istanbul            | ITF $10.000 | Hartplatz | Başak Eraydın      | 6:2, 6:74, 6:2 |
| 5.  | 28. Juni 2014      | Konya               | ITF $10.000 | Hartplatz | Agni Stefanou      | 6:2, 6:3       |
| 6.  | 1. August 2015     | Istanbul            | ITF $10.000 | Hartplatz | Ayla Aksu          | 7:5, 7:64      |
| 7.  | 29. Mai 2016       | Baku                | ITF $10.000 | Hartplatz | Sadafmoch Tolibowa | 6:1, 2:6, 6:2  |
| 8.  | 25. September 2016 | Kiryat Gat          | ITF $10.000 | Hartplatz | Helene Scholsen    | 6:2, 6:75, 6:3 |
| 9.  | 2. Oktober 2016    | Tiberias            | ITF $10.000 | Hartplatz | Vlada Ekshibarova  | 6:3, 6:3       |

### Doppel
| Nr. | Datum              | Turnier             | Kategorie   | Belag     | Partnerin              | Finalgegnerinnen                             | Ergebnis          |
| --- | ------------------ | ------------------- | ----------- | --------- | ---------------------- | -------------------------------------------- | ----------------- |
| 1.  | 11. Mai 2012       | Istanbul            | ITF $10.000 | Hartplatz | Başak Eraydın          | Fatma Al-Nabhani Anna Zaja                   | 6:2, 3:6, [10:7]  |
| 2.  | 6. Juli 2012       | Istanbul            | ITF $10.000 | Hartplatz | Başak Eraydın          | Elisabeth Fournier Brittany Wowchuk          | 6:1, 6:4          |
| 3.  | 12. Januar 2013    | Antalya             | ITF $10.000 | Sand      | Chiaki Okadaue         | Sopia Kwazabaia Marianna Sakarljuk           | 6:3, 6:4          |
| 4.  | 8. Juni 2013       | Ağrı                | ITF $25.000 | Teppich   | Jasmina Tinjić         | Çağla Büyükakçay Pemra Özgen                 | 6:4, 3:6, [10:8]  |
| 5.  | 16. Juni 2013      | Istanbul            | ITF $10.000 | Hartplatz | İpek Soylu             | Başak Eraydın Jasmina Tinjić                 | 6:4, Aufgabe      |
| 6.  | 26. Juli 2013      | Istanbul            | ITF $10.000 | Hartplatz | Dia Ewtimowa           | Kristyna Kasimowa Wladislawa Tsanosijenko    | 7:5, 6:3          |
| 7.  | 18. Januar 2014    | Scharm asch-Schaich | ITF $10.000 | Hartplatz | İpek Soylu             | Despina Papamichail Gaia Sanesi              | 4:6, 6:4, [10:3]  |
| 8.  | 27. Juni 2014      | Konya               | ITF $10.000 | Hartplatz | Margarita Lasarewa     | Clemence Fayol Muge Topsel                   | 6:3, 6:2          |
| 9.  | 5. Juli 2014       | Istanbul            | ITF $10.000 | Hartplatz | Başak Eraydın          | Maria Mokh Anette Munozova                   | 2:6, 6:0, [10:7]  |
| 10. | 4. Oktober 2014    | Scharm asch-Schaich | ITF $10.000 | Hartplatz | Harriet Dart           | Ioana Ducu Eden Silva                        | 7:5, 6:1          |
| 11. | 8. November 2014   | Antalya             | ITF $10.000 | Sand      | Irina Bara             | Lisa Ponomar Schaklo Saidowa                 | kampflos          |
| 12. | 25. Januar 2015    | Antalya             | ITF $10.000 | Sand      | Chanel Simmonds        | Ekaterine Gorgodze Sopia Kwazabaia           | 6:4, 4:6, [10:4]  |
| 13. | 28. Februar 2015   | Antalya             | ITF $10.000 | Sand      | Lenka Wienerová        | Polina Novoselova Iryna Shymanovich          | 6:2, 6:2          |
| 14. | 29. März 2015      | Antalya             | ITF $10.000 | Hartplatz | Ayla Aksu              | Dorien Cuypers Aymet Uzcátegui               | 6:2, 6:4          |
| 15. | 23. Mai 2015       | Antalya             | ITF $10.000 | Hartplatz | Ayla Aksu              | Mariaryeni Gutiérrez María Martínez Martínez | 7:5, 6:2          |
| 16. | 5. Juni 2015       | Adana               | ITF $10.000 | Hartplatz | Ayla Aksu              | Cemre Anıl Wassilissa Aponasenko             | 6:1, 6:3          |
| 17. | 12. Juni 2015      | Adana               | ITF $10.000 | Sand      | Ayla Aksu              | Emma Flood Anette Munozova                   | 6:75, 6:4, [10:3] |
| 18. | 19. Juni 2015      | Tarsus              | ITF $10.000 | Sand      | Lina Gjorcheska        | Nora Niedmers Alina Wessel                   | 6:3, 6:1          |
| 19. | 26. Juni 2015      | Balıkesir           | ITF $10.000 | Hartplatz | Ayla Aksu              | Cristina Adamescu Cemre Anıl                 | 6:3, 6:2          |
| 20. | 19. September 2015 | Podgorica           | ITF $25.000 | Sand      | Lina Gjorcheska        | Nikoleta Bulatovic Nina Kalezic              | 6:0, 6:0          |
| 21. | 2. April 2016      | Antalya             | ITF $10.000 | Hartplatz | Ayla Aksu              | Wiktorija Tomowa Anastasija Wassyljewa       | 6:3, 6:3          |
| 22. | 29. April 2016     | Manisa              | ITF $10.000 | Sand      | Abbie Myers            | Eleni Daniilidou Margarita Lasarewa          | 6:4, 6:4          |
| 23. | 26. Mai 2016       | Baku                | ITF $10.000 | Hartplatz | Sadafmoch Tolibowa     | Ralina Kalimullina Anastasija Nefedowa       | 6:0, 7:5          |
| 24. | 2. Juli 2016       | Antalya             | ITF $10.000 | Hartplatz | Ana Veselinović        | Vlada Ekshibarova Aljona Sotnykowa           | 6:3, 6:4          |
| 25. | 1. Oktober 2016    | Tiberias            | ITF $10.000 | Hartplatz | Vlada Ekshibarova      | Jekaterina Kasionowa Madeleine Kobelt        | 6:1, 6:3          |
| 26. | 5. November 2016   | Antalya             | ITF $10.000 | Sand      | Ayla Aksu              | Dia Ewtimowa Valeria Gorlats                 | 6:1, 7:65         |
| 27. | 26. November 2016  | Antalya             | ITF $10.000 | Sand      | Dia Ewtimowa           | Ágnes Bukta Vivien Juhászová                 | 6:4, 6:3          |
| 28. | 1. Juli 2017       | Istanbul            | ITF $15.000 | Sand      | Sanaz Marand           | Ena Kajević İpek Öz                          | 6:2, 7:61         |
| 29. | 18. November 2017  | Antalya             | ITF $15.000 | Sand      | İpek Öz                | Polina Bakhmutina Magdaléna Pantůčková       | 3:6, 7:5, [14:12] |
| 30. | 2. Dezember 2017   | Antalya             | ITF $15.000 | Sand      | Chihiro Muramatsu      | Pia König Alina Silitsch                     | 6:1, 6:4          |
| 31. | 8. Juni 2018       | Minsk               | ITF $15.000 | Sand      | İpek Öz                | Hanna Kubarawa Anna Sisková                  | 6:1, 0:6, [10:8]  |
| 32. | 15. Juni 2018      | Minsk               | ITF $15.000 | Sand      | İpek Öz                | Margaux Bovy Angelina Schurawljowa           | 6:2, 4:6, [10:5]  |
| 33. | 29. September 2018 | Antalya             | ITF $15.000 | Hartplatz | Cemre Anil             | Alise Cernecka Oana Orpana                   | 6:2, 7:5          |
| 34. | 4. Mai 2019        | Tbilisi             | ITF $15.000 | Hartplatz | Eliessa Vanlangendonck | Noelly Longi Nsimba Alina Silitsch           | kampflos          |
| 35. | 29. Juni 2019      | Budapest            | ITF $15.000 | Sand      | İpek Öz                | Kristýna Hrabalová Laura Svatíková           | 6:3, 4:6, [15:13] |
| 36. | 6. Juli 2019       | Prokuplje           | ITF $15.000 | Sand      | İpek Öz                | Nefisa Berberović Veronika Erjavec           | 7:5, 7:5          |
| 37. | 31. August 2019    | Batumi              | ITF $15.000 | Hartplatz | Jacqueline Cabaj Awad  | Weronika Falkowska Paulina Jastrzębska       | 7:63, 6:3         |